# Estadio Municipal de Guadalajara
El Estadio Municipal de Guadalajara fue un estadio de fútbol, béisbol, voleibol y atletismo, ubicado en Guadalajara, Jalisco, México. Con una capacidad de 18 000 espectadores.

## Historia
Fue inaugurado el 1 de enero de 1931, con el encuentro entre los equipos capitalinos Real Club España y América, que terminó con empate a 2 goles.
Estuvo ubicado en la manzana comprendida entre las calles: Prolongación Corona (hoy Dr. R. Michel), 5 de Febrero, Analco, y Los Ángeles, en el Sector Reforma de Guadalajara, lugar que había sido ocupado por el Cementerio de Santa María de los Ángeles de 1829 a 1926. Tuvo un costo de 101,928 pesos.
Fue erigido por los ingenieros y arquitectos José de Jesús Vázquez y Manuel G. Legarreta, quienes previamente signaron un contrato con el Cabildo tapatío, presidido en 1926 por Ramón Córdova.
En 1950 dio principio su demolición, ya que el gobierno del estado de Jalisco decidió que en ese lugar sería construida la Estación Central de Autotransportes, conocida actualmente como Antigua Terminal de Autobuses.